# Crique (alimento)

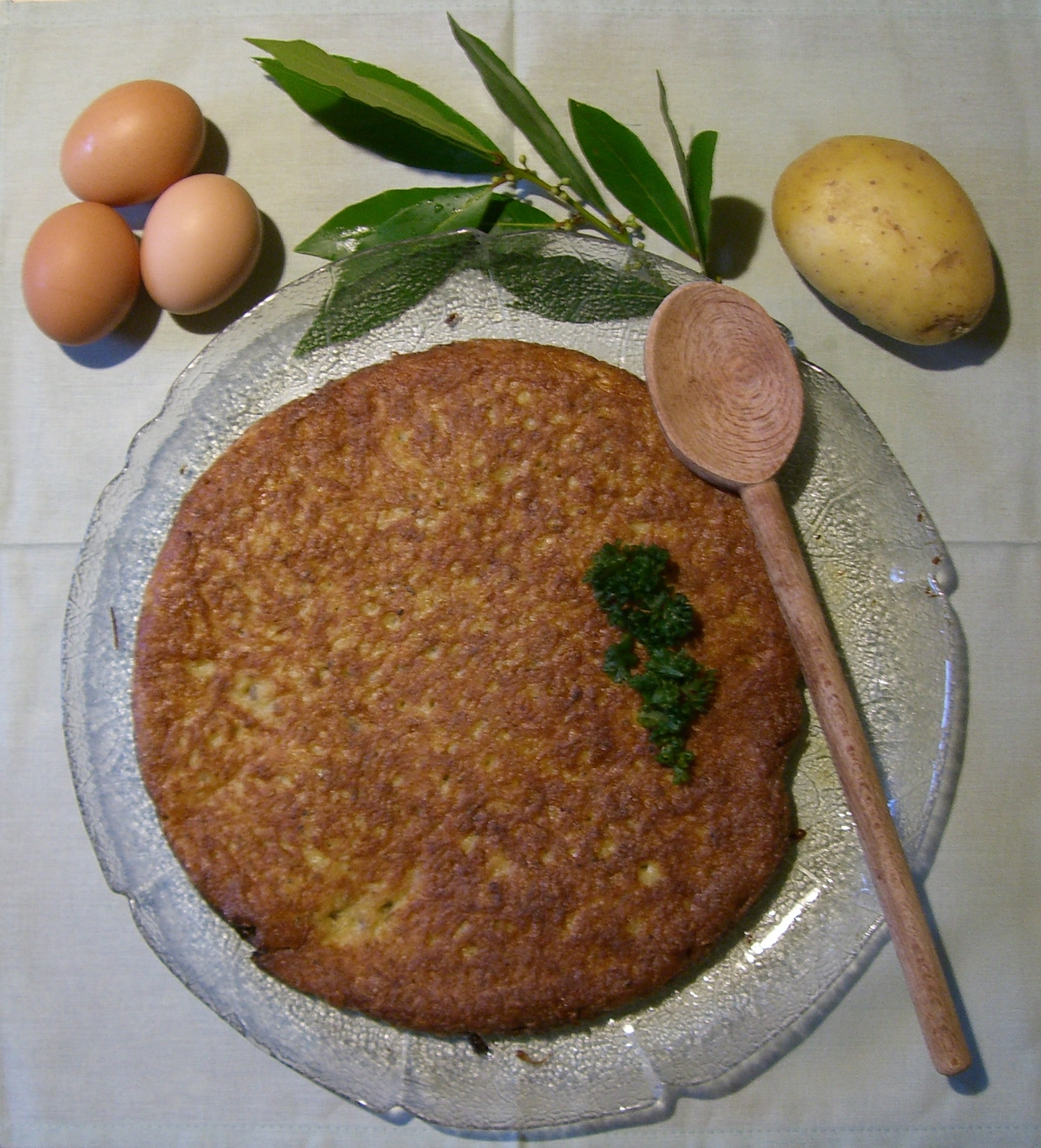
Crique de Ardèche con huevo.

La crique es una torta hecha con patatas ralladas crudas y es un plato rural y tradicional de la gastronomía de Francia. Típica de las regiones montañosas de Occitania, la más conocida es la del departamento de Ardèche, en el sur del Macizo Central. Es una de las numerosas tortas y tortitas de patatas (galettes de pommes de terre) que se consumen en muchas regiones francesas y que se encuentran hasta en el tercio noreste de Francia.

## Características
Su receta consiste en rallar patatas crudas y formar una torta compacta que se hace en una sartén con aceite de oliva. La combinación del almidón y del agua contenidos en las patatas debería bastar para que la crique no se deshiciera durante la cocción, pero para más comodidad, y debido a las diferencias de calidad entre una variedad de patata y otra, la receta moderna incorpora huevos. Aparte de sal y pimienta, suele llevar perejil picado. La crique de Ardèche más común hoy en día es una especie de tortilla española que a veces incorpora más ingredientes como panceta y hortalizas verdes, pero las criques tradicionales son tortitas individuales que no llevan más ingredientes que los básicos.

## Historia
La crique es uno de los platos más antiguos y emblemáticos de Ardèche, al lado de otras preparaciones a base de patatas como las miques (albóndigas de patatas con tomme) y la bombine (cocido de patata, laurel y panceta). La región que integra el norte del departamento, el Vivarés, habría sido uno de los primeros sitios de Francia donde se implantó el cultivo de la patata (trifola en occitano vivarés) en el siglo XVI, de la mano de un fraile franciscano de Toledo, Pierre o Pedro Sornas, oriundo de la región. Tanto en el Vivarés como en el resto de Francia, la patata tardó casi dos siglos en ser aceptada para el consumo humano, y en una primera etapa se reservaba a la alimentación de los cerdos. Las criques ya existían y se hacían con sobras de masa de pan mezclada con hierbas, apelmazadas en forma de tortas y fritas con aceite o grasa de cerdo en una sartén. Era el almuerzo que los campesinos llevaban consigo al campo. 

## Variantes regionales
La crique existe bajo otras denominaciones en muchos lugares de Francia, pero sobre todo en las regiones montañosas de Occitania y en el valle del Ródano. El nombre "crique" es el más conocido debido al fuerte desarrollo turístico de Ardèche, con lo que se ha extendido a regiones vecinas. Si el nombre varía, también varían sus ingredientes.
- Râpée: significa "rallada". Es otro nombre muy commún de la crique en Lemosín, Auvernia, Alpes y más regiones.
- Râpé: significa "rallado". Los rapés son tradicionales en Lorena y se suelen preparar en porciones individuales. Se hacen en las Ardenas belgas con el nombre de vôte al rapeye (crêpe de rapé).
- Paillasson de pommes de terre o pommes de terre paillasson: nombre que se le da a la crique en la región de Lyon. Conserva la receta tradicional y no lleva nunca huevos, pero puede llevar cebolla. El paillasson fue retomado por un cocinero que le dio su nombre, por lo que se conoce también como pommes Darphin.
- Milhassou o Mounassou: es la crique del Lemosín y en particular del departamento de Corrèze, y lleva panceta, ajo y perejil. Existe también una versión dulce con frutas frescas como las ciruelas, que no lleva patata y se hace como una crêpe gruesa.
- Matefaim o Matafan: el nombre significa matahambre y sería una deformación del español mata y hambre. Existe desde el Delfinado hasta Borgoña. Se han popularizado durante el siglo XX las versiones dulces que se parecen a una crêpe gruesa con manzanas o ciruelas y uvas pasas enriquecida con queso y hasta nata, pero la receta tradicional salada a base de patata cruda rallada se ha mantenido en algunas regiones como el Delfinado.